# چارلز مک‌کالیستر
چارلز مک‌کالیستر (انگلیسی: Charles McCallister; ۱۴ اکتبر ۱۹۰۳ – ۲۲ اکتبر ۱۹۹۷) بازیکن واترپلو اهل ایالات متحده آمریکا بود.